# Olympische Winterspiele 1998/Teilnehmer (Luxemburg)
| Gelbes Symbol für Goldmedaillen mit stilisierten Olympischen Ringen | Graues Symbol für Silbermedaillen mit stilisierten Olympischen Ringen | Braundes Symbol für Bronzemedaillen mit stilisierten Olympischen Ringen |
| ------------------------------------------------------------------- | --------------------------------------------------------------------- | ----------------------------------------------------------------------- |
| —                                                                   | —                                                                     | —                                                                       |

Luxemburg nahm an den Olympischen Winterspielen 1998 in Nagano mit einem Athleten teil.

## Teilnehmer nach Sportarten

### Eiskunstlauf
- Patrick Schmit
Herren:→ 29. und letzter nach dem Pflichtprogramm, keine Qualifikation für die Kür